# 멕시코의 범죄
범죄는 멕시코가 직면한 가장 시급한 문제 중 하나인데, 멕시코의 마약 밀매 조직들이 라틴아메리카와 미국 사이를 오가는 코카인, 메스암페타민, 펜타닐, 헤로인, 마리화나의 흐름에서 중요한 역할을 하기 때문이다. 마약 밀매는 부패로 이어져 멕시코 연방 대의 공화국에 해로운 영향을 미쳤다. 마약 밀매와 조직범죄는 강력범죄의 주요 원인이 되어왔다. 마약 카르텔과 갱단은 수익을 위해 성매매를 포함한 다른 불법 활동으로도 사업을 확장했다. 2020년 멕시코에서 폭력이 증가한 주로는 과나후아토, 사카테카스, 미초아칸, 할리스코, 케레타로 등이 있다. 세계에서 가장 폭력적인 도시들 중 일부는 CSRL 및 CJNG과 같은 범죄 집단으로부터의 공갈이 현재 흔해지고 있는 과나후아토주 내에 있다고 알려져 있다. 사카테카스주는 마약 밀매, 특히 미국으로의 메스암페타민 밀매에 있어 시날로아 카르텔 및 CJNG를 포함한 여러 조직범죄 집단에게 가치 있는 곳이라고 한다. 2021년 기준으로, 미초아칸주는 CJNG와 카르텔레스 우니도스 간의 무력 충돌이 이웃한 할리스코주 국경 지역에서 증가하고 격화됨에 따라 공갈 및 납치 사건이 증가하고 있다. CJNG는 현재 북부 멕시코 소노라 지역에서 시날로아 카르텔의 로스 차피토스 파벌과도 싸우고 있다.
멕시코는 특히 주요 도시 중심지에서 점점 더 높은 범죄율을 겪어왔다. 이 나라의 큰 경제적 양극화는 주로 국가 인구의 대부분을 차지하는 하위 사회 경제 계층에서 범죄 활동을 부추겼다. 범죄는 높은 수준으로 증가하고 있으며, 특히 티후아나와 시우다드후아레스 도시, 그리고 바하칼리포르니아주, 두랑고주, 시날로아주, 게레로주, 치와와주, 미초아칸주, 타마울리파스주, 누에보레온주 주에서 반복적으로 폭력을 동반한다. 다른 대도시 지역은 범죄 수준이 낮지만 여전히 심각하다. 낮은 검거율과 유죄 판결률은 높은 범죄율에 기여한다. 많은 범죄가 보고되지 않기 때문에 실제 비율은 정부가 보고한 것보다 훨씬 높을 수 있다. 2023년 살인율은 인구 10만 명당 23.3명이었다. 대부분의 범죄는 마약 거래에 연루된 인구의 소수자에 의해 저질러지며, 살인의 약 절반은 마약 관련 범죄이다.
폭행과 절도가 범죄의 대다수를 차지한다. 대부분의 국가에서 그렇듯이 도시 지역은 범죄율이 높은 경향이 있지만, 멕시코-미국 국경도 문제가 있는 지역이었다. 2017년 멕시코에서는 29,158건의 살인이 기록되어 사상 최고치를 기록했다.
글로벌 범죄 지수 2016에 따르면 멕시코는 언론인들에게 라틴아메리카에서 가장 위험한 국가이다. 이러한 범죄 중 다수는 처벌받지 않고 있으며, 이는 탐사 보도 언론인을 살해한 책임자들의 '면책'을 강조하는 언론 캠페인과 시위로 이어졌다.

## 유형별 범죄

### 살인

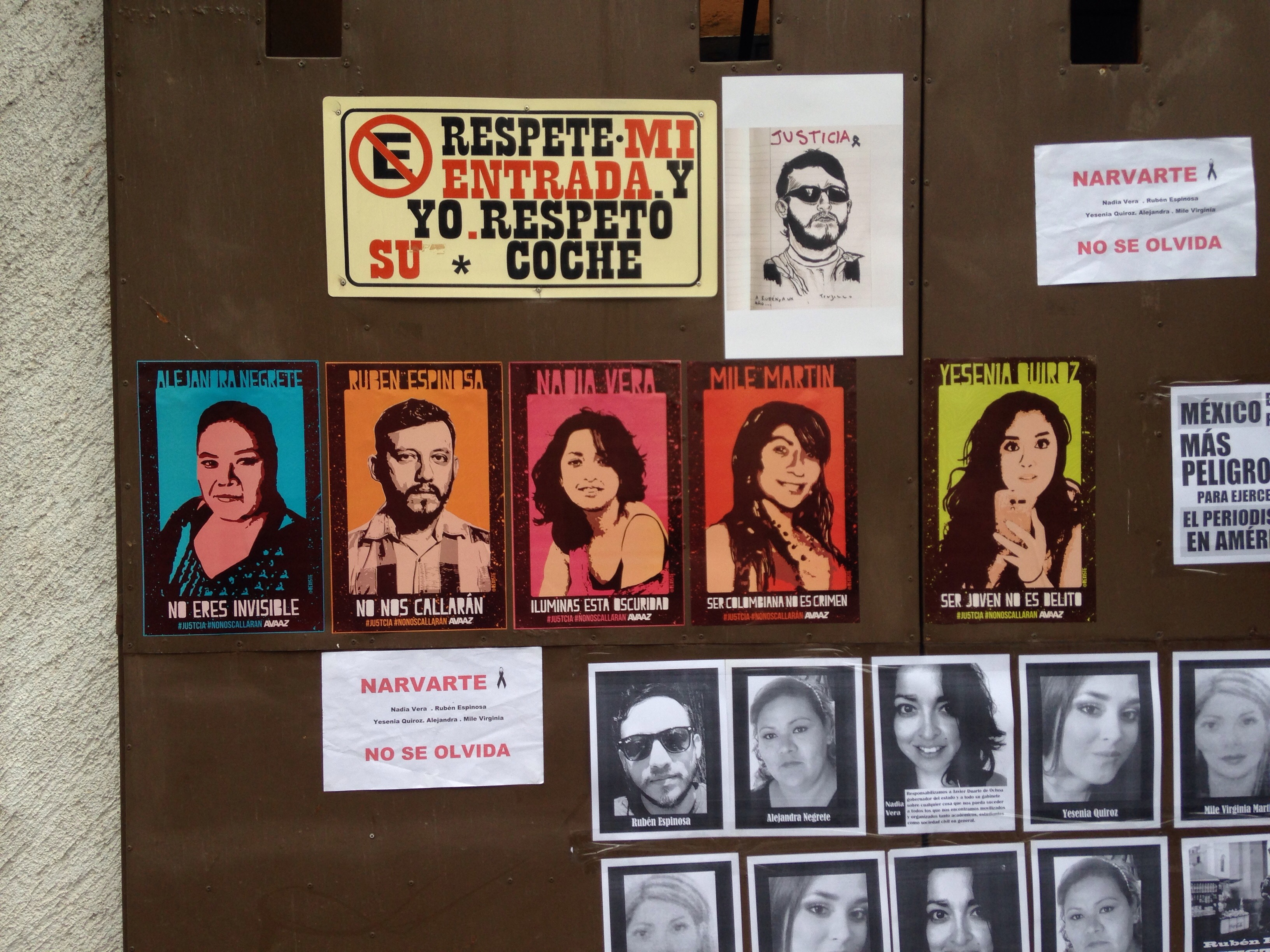
나르바르테 살인 사건 1주년 시위, 멕시코시티, 2016년 7월 31일

2012년 멕시코의 살인율은 인구 10만 명당 21.5명이었다. 2012년 멕시코에서는 총 26,037건의 살인이 발생했다.
2000년부터 2013년까지 멕시코에서 215,000명이 살해되었다. 2013년까지 살인죄로 수감된 사람은 30,800명에 불과하여 많은 살인이 미해결 상태로 남아 있음을 보여준다. 2017년 10월, 멕시코는 1997년 관련 데이터를 집계하기 시작한 이래 가장 많은 2,371건의 살인 수사를 기록하며 가장 치명적인 달을 보냈다. 2017년은 멕시코에서 기록상 가장 치명적인 해였으며, 31,174건의 살인이 기록되어 2011년의 19.4명과 비교하여 2017년에는 인구 10만 명당 25명의 살인율을 기록했다. 2018년 5월, 멕시코는 10월에 세운 이전 기록을 깨고 한 달 동안 2,530건의 고의적 살인이 보고되었으며, 이는 하루에 93건에 해당한다. 2018년, 멕시코는 이전 최고 기록을 깼으며, 멕시코 당국은 2018년에 33,341건의 살인 수사를 시작하여 역대 최고치를 기록했다. 그러나 2019년에는 살인 건수가 35,000건에 달할 것으로 예상되어 2018년 기록보다 더 높아졌다.

#### 주별
치와와주는 국내에서 가장 많은 살인 사건이 발생한 주였으며, 가장 적은 주는 바하칼리포르니아수르주였다.

### 마약 밀매

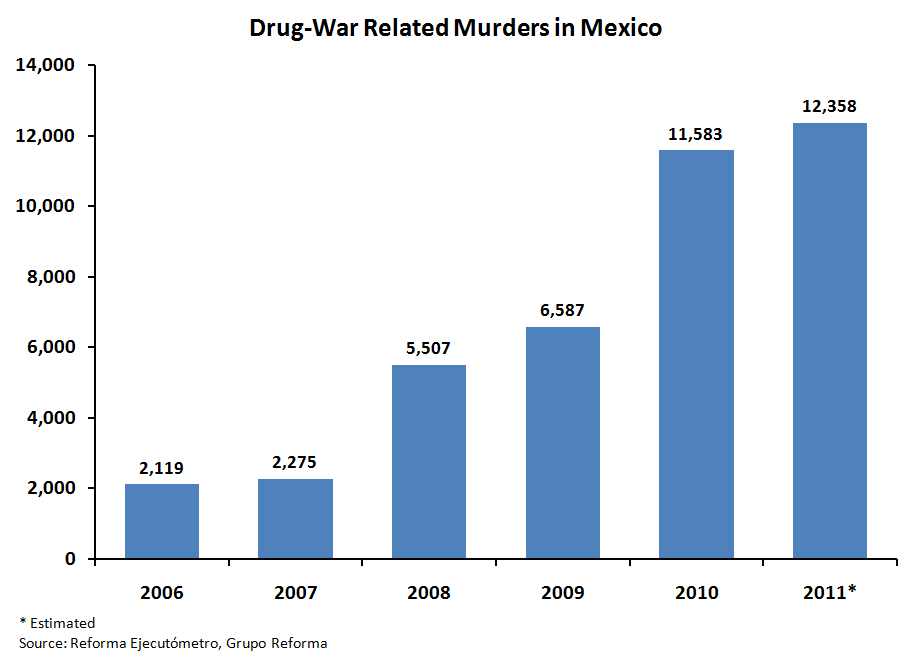
멕시코의 마약 전쟁 관련 살인, 2006–2011년.

미국은 불법 마약에 대한 수익성이 좋은 시장이다. 유엔은 미국에서 판매되는 코카인의 거의 90%가 남아메리카에서 유래하여 멕시코를 통해 밀수된다고 추정한다. 멕시코는 미국 시장에 마리화나의 가장 큰 해외 공급자이자 헤로인의 가장 큰 공급원이다. 미국에서 판매되는 메스암페타민의 대부분은 멕시코에서 제조되며, 국경 북쪽에서 운영되는 멕시코 운영 메스암페타민 실험실이 나머지 대부분을 차지한다.

#### 마약 카르텔
멕시코 마약 카르텔은 라틴아메리카와 미국 사이를 오가는 코카인, 헤로인, 마리화나의 흐름에서 중요한 역할을 한다. 이 마약 카르텔들은 종종 멕시코계 미국인 및 다른 라틴계 갱단을 이용하여 미국에서 마약을 유통한다.
멕시코 마약 카르텔은 또한 콜롬비아 마약 밀매 조직 및 다른 국제 조직 범죄와도 연계를 맺고 있다. 마약 관련 폭력의 급증으로 일부 분석가들은 멕시코의 '콜롬비아화'를 우려하고 있다.
DEA에 따르면, 미국 내 코카인의 약 93%는 콜롬비아에서 유래하여 멕시코-미국 국경을 통해 밀수된다.

#### 불법 마약 국내 생산

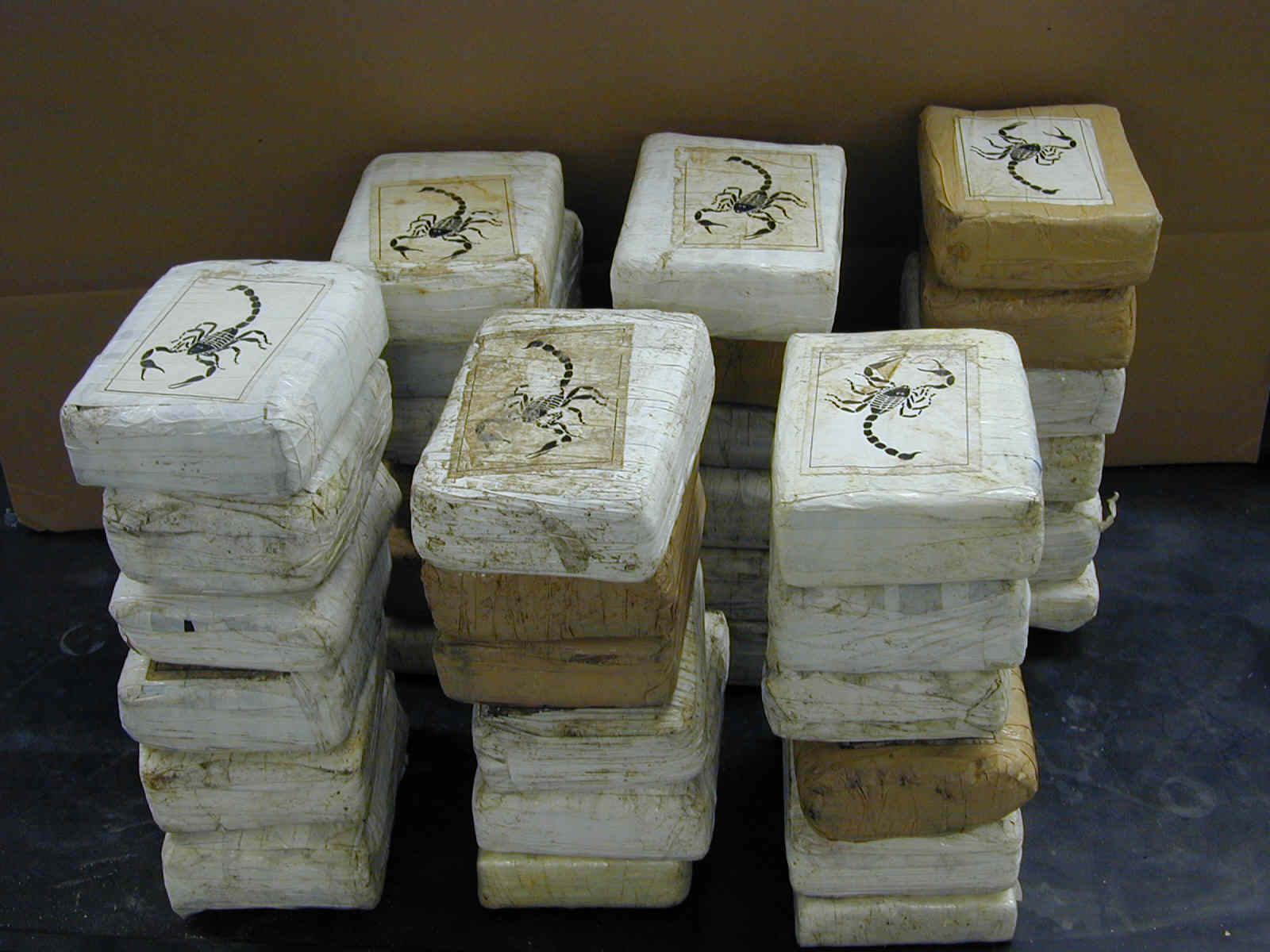
코카인 벽돌, 흔히 운반되는 형태.

일부 불법 마약은 멕시코에서도 생산되는데, 특히 서부 서시에라마드레 산맥 지역에서 상당량의 양귀비와 마리화나가 생산된다. 2017년, INL은 "미국에서 소비되는 모든 헤로인의 90~94%가 멕시코에서 온다"고 추정했다.
멕시코는 특히 게레로, 미초아칸, 할리스코 및 멕시코시티 주에서 북미 시장의 암페타민 및 기타 합성 마약(예: 크리스털 메스)의 주요 생산국이 되고 있다. 2007년 초부터 제조된 마약의 수출은 벨트란-레이바 형제(소노라-시날로아-멕시코시티)와 "라 파밀리아 데 미초아칸"이 통제해 왔다. 이 두 범죄 집단은 아시아에서 합성 마약 제조를 위한 전구체가 수입되는 미초아칸의 라자로 카르데나스 심해 항구에서 통로를 통제해 왔다.

#### 불법 마약 국내 소비
마리화나, 크랙 코카인, 메스암페타민 및 기타 마약은 멕시코에서, 특히 도시 지역의 청소년과 북부 지역에서 점점 더 많이 소비되고 있다.
멕시코-미국 국경의 국경 마을은 미국의 오피오이드 전염으로 인해 부정적인 영향을 받았다. 사망자 중 다수는 멕시코에서 밀매되는 극도로 강력한 아편유사제인 펜타닐로 인한 것이다.

### 부패
경찰, 사법부, 그리고 전반적인 정부의 높은 부패 수준은 범죄 문제에 크게 기여했다. 부패는 멕시코가 안정적인 민주주의를 달성하는 데 상당한 장애물이다.
멕시코는 세계에서 138번째로 부패가 적은 국가로, 파푸아뉴기니보다 부패가 덜하지만 레바논보다는 더 부패한 것으로 평가된다. 이는 13가지 다른 설문조사를 기반으로 하며 경찰, 기업, 정치 부패를 포함하는 부패 인식 지수에 따른 것이다.

#### 법 집행 기관의 부패

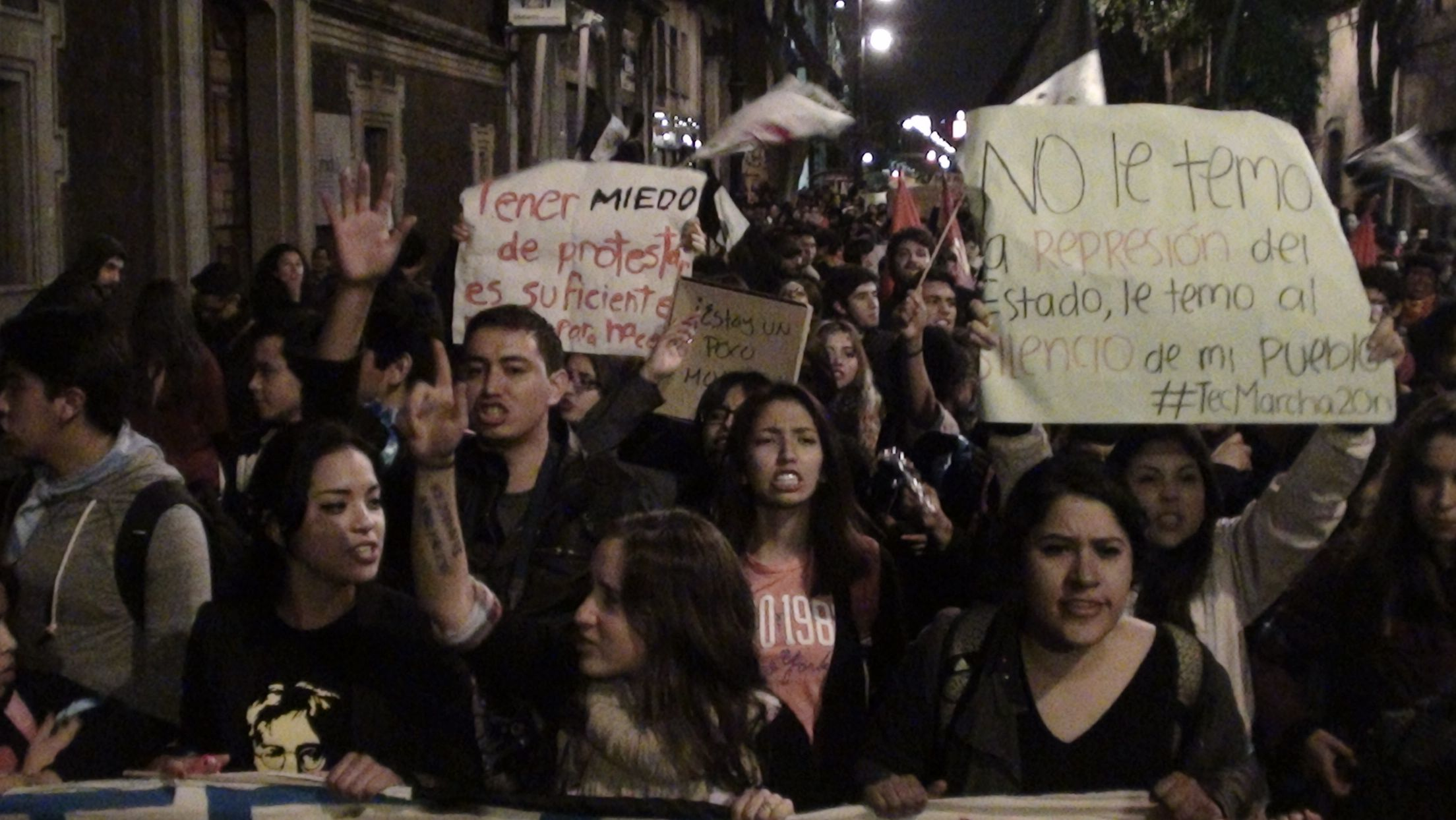
2014년 9월 26일 이괄라에서 발생한 43명의 학생 집단 납치 사건은 전국적인 시위를 촉발했다

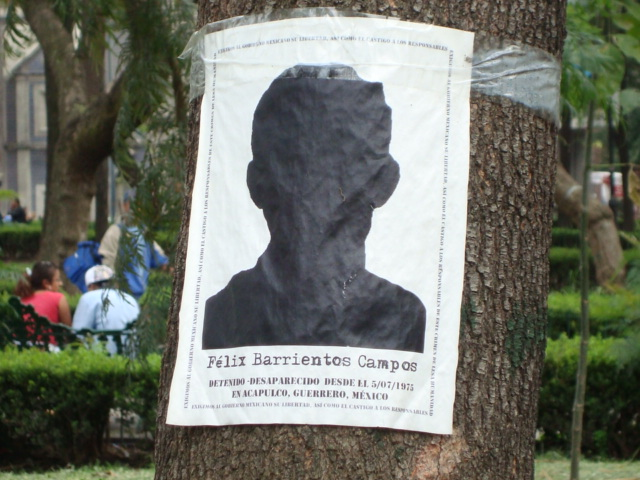
펠릭스 바리엔토스 캄포스의 강제 실종을 비난하는 포스터, 1975년 7월 5일 아카풀코(게레로, 멕시코)에서 체포되었으며, 2010년 포스터가 게시된 날까지 그의 행방은 알려지지 않았다. 이 발표는 멕시코시티의 알라메다 센트랄에 게시되었다.

이 전쟁은 1960년대 후반의 활발한 학생 운동에 대한 반동으로 특징지어졌으며, 이는 1968년 멕시코시티에서 열린 학생 집회에서 틀라텔롤코 학살로 끝났다.
멕시코 경찰 조직은 복잡하다. 각 경찰은 관할권과 권한 수준이 다르며, 이러한 수준은 종종 중복된다. 멕시코 법무부 (연방 검찰청)는 연방 예방 경찰 및 연방 수사국과 함께 전국적으로 법 집행을 감독할 책임이 있다. 또한, 주, 구, 시 수준에 여러 경찰 조직이 있다. 급여가 일반적으로 낮기(월 미화 285~400달러) 때문에 경찰관은 범죄자를 보호하거나 범죄를 완전히 무시하기 위해 뇌물을 받을 가능성이 더 높다. 법 집행 인력은 종종 "플라타 오 플로모"를 선택할 수 있는 옵션에 직면한다. 이는 뇌물을 받거나(플라타, 은) 살해당할(플로모, 납) 수 있다는 의미이다.
부패는 다양한 수준의 경찰을 괴롭히며, 경찰관이 검사 및 기타 사법부 구성원에 의해 보호될 수 있으므로 추적하고 기소하기가 종종 어렵다. 이 문제는 특히 티후아나와 같은 북부 국경 지역에서 두드러지는데, 이곳에서 경찰은 마약 밀매 조직에 의해 그들의 불법적인 이익을 보호하고 강제하는 데 고용된다.
멕시코 경찰은 종종 범죄를 수사하지 않으며, 일반적으로 무작위로 누군가를 유죄 당사자로 선택한 다음 증거를 조작한다. 이 문제는 멕시코 전역에서 큰 문제인데, 실제 경찰 인력 중 상당수가 범죄에 연루되어 있거나 자신들의 부실한 경찰 업무를 은폐하려고 하기 때문이다.

#### 사법부의 부패
유엔 특별 보고관은 2002년 멕시코를 방문하여 유엔 인권 위원회의 보고서에 따라 이 나라의 사법부와 법 집행이 독립적이지 않다는 보고를 조사했다. 여러 도시를 방문하는 동안 보고관은 사법부의 부패가 크게 줄어들지 않았음을 관찰했다. 주요 문제 중 하나는 연방 법원이 상대적으로 높은 수준에서 운영되기 때문에 대부분의 시민이 부적절한 주 법원에서 정의를 찾아야 한다는 점이다.
또한, 보고관은 법률 전문가의 무질서, 변호사가 직면하는 어려움과 괴롭힘, 부실한 재판 절차, 원주민 및 미성년자의 사법 제도 접근성 부족, 많은 범죄에 대한 미흡한 수사 등과 같은 문제에 대한 우려를 표명했다.

### 언론인에 대한 강력범죄

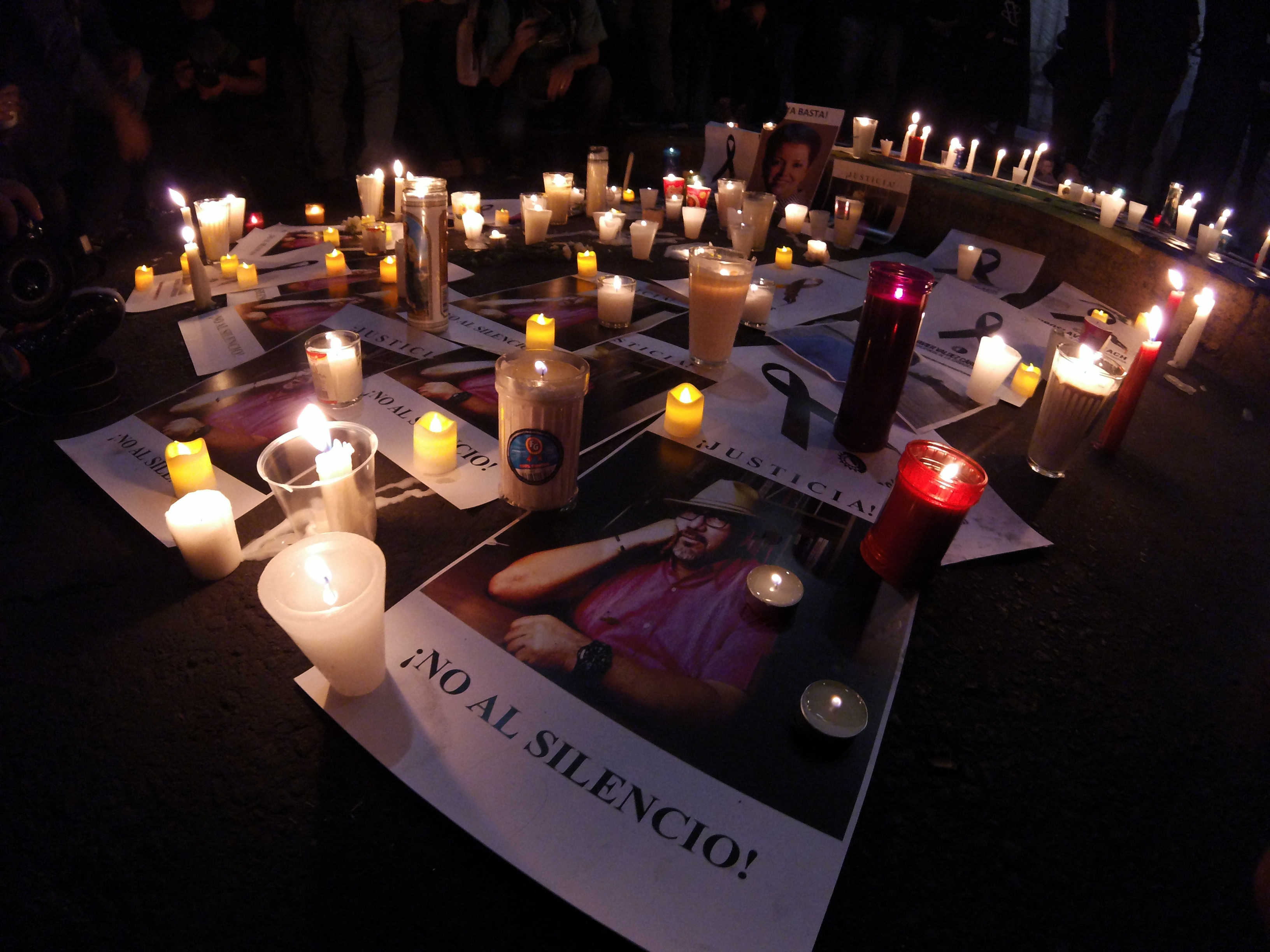
2017년 5월 하비에르 발데스 카르데나스 살해에 반대하는 시위

최근 몇 년간 멕시코에서 언론인에 대한 강력범죄가 크게 증가했다. 이 문제는 적어도 1970년부터 존재했지만, 2006년 이후 멕시코에서 최소 90명의 언론인이 살해되거나 실종되는 등 멕시코 마약 전쟁이 시작된 이래 언론인에 대한 폭력의 양이 심화되었다. 가해자 중 거의 기소된 사람이 없었다. 가장 유명한 사례 중 하나는 "대변인"이라는 칼럼을 썼던 저명하고 잘 알려진 언론인인 칼럼니스트 프란시스코 아라티아 살디에르나의 경우였다. 이 칼럼은 부패, 조직 범죄, 마약 밀매와 같은 주제를 다루었다.
아라티아의 살해는 특히 잔인했으며, 이와 유사한 사건들은 다른 언론인들로부터 당시 비센테 폭스 대통령이 보안을 강화하고 살인 책임자들을 사법 처리하기 위해 더 많은 노력을 기울여야 한다는 요구를 촉발했다. 2004년, 215명의 기자와 편집자 그룹은 폭스 대통령과 다른 연방 당국에 긴급 서한을 보내 이러한 우려를 해결할 것을 요구했다. 이 서한은 전국 31개 주 중 19개 주의 전문가들로부터 온 대규모 통신 노력의 결과였다. 핵심 요구 사항은 언론인에 대한 강력 범죄를 연방 범죄로 만들어 연방 요원이 조사하고 기소해야 한다는 것이었다. 이는 서한에서 범죄를 저지르는 것과 동일한 인물일 수 있다고 주장하는 지방 공무원이 아닌 연방 요원이 수사 및 기소해야 한다는 의미였다.
이러한 범죄의 영향으로 많은 언론인들이 범죄자들의 보복에 대한 두려움 때문에 자기 검열을 하게 되었다. 이러한 상황은 유엔 인권 최고 대표 사무소 (OHCHR)와 저널리즘 및 공공 윤리 센터 (CEPET)와 같은 저명한 국제 기구의 주목을 받았다. OHCHR의 아메리고 인칼카테라는 언론인 보호와 표현의 자유 보존을 옹호하며, 이를 "이 나라에서 민주주의와 법치주의를 공고히 하는 데 필수적"이라고 불렀다.

### 강제 실종

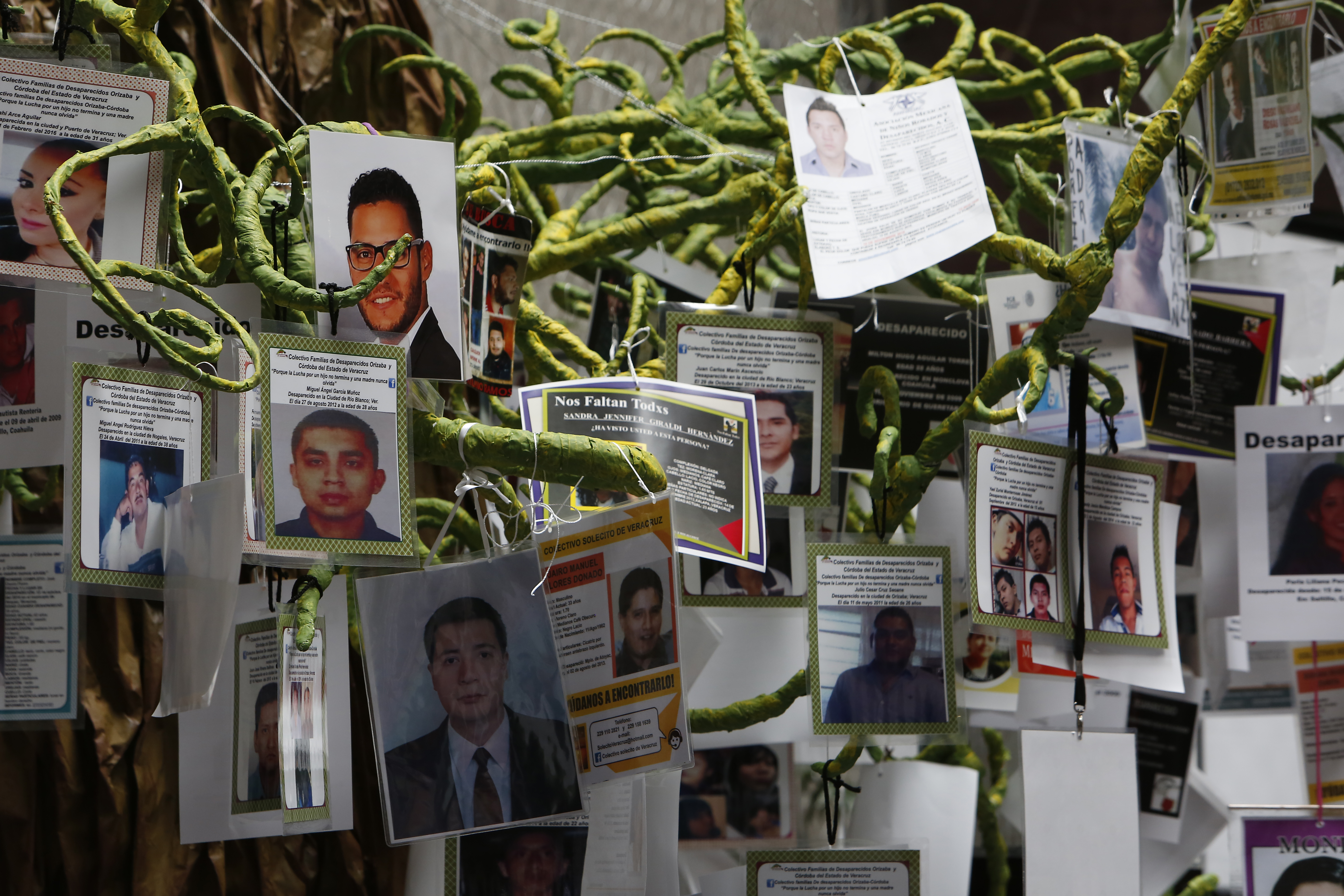
멕시코의 실종자들

2016년 멕시코에서는 30,000명 이상이 실종된 것으로 보고되었다.

### 성매매 및 노예제
멕시코 시민과 외국인은 멕시코의 성매매의 피해자였다. 마약 카르텔과 멕시코 마약 전쟁에서 싸우는 갱단은 작전 자금을 조달하기 위한 대체 수익원으로 인신매매에 의존해왔다. 카르텔과 갱단은 또한 여성과 소녀들을 납치하여 개인적인 성노예로 사용한다.

### 여성에 대한 폭력

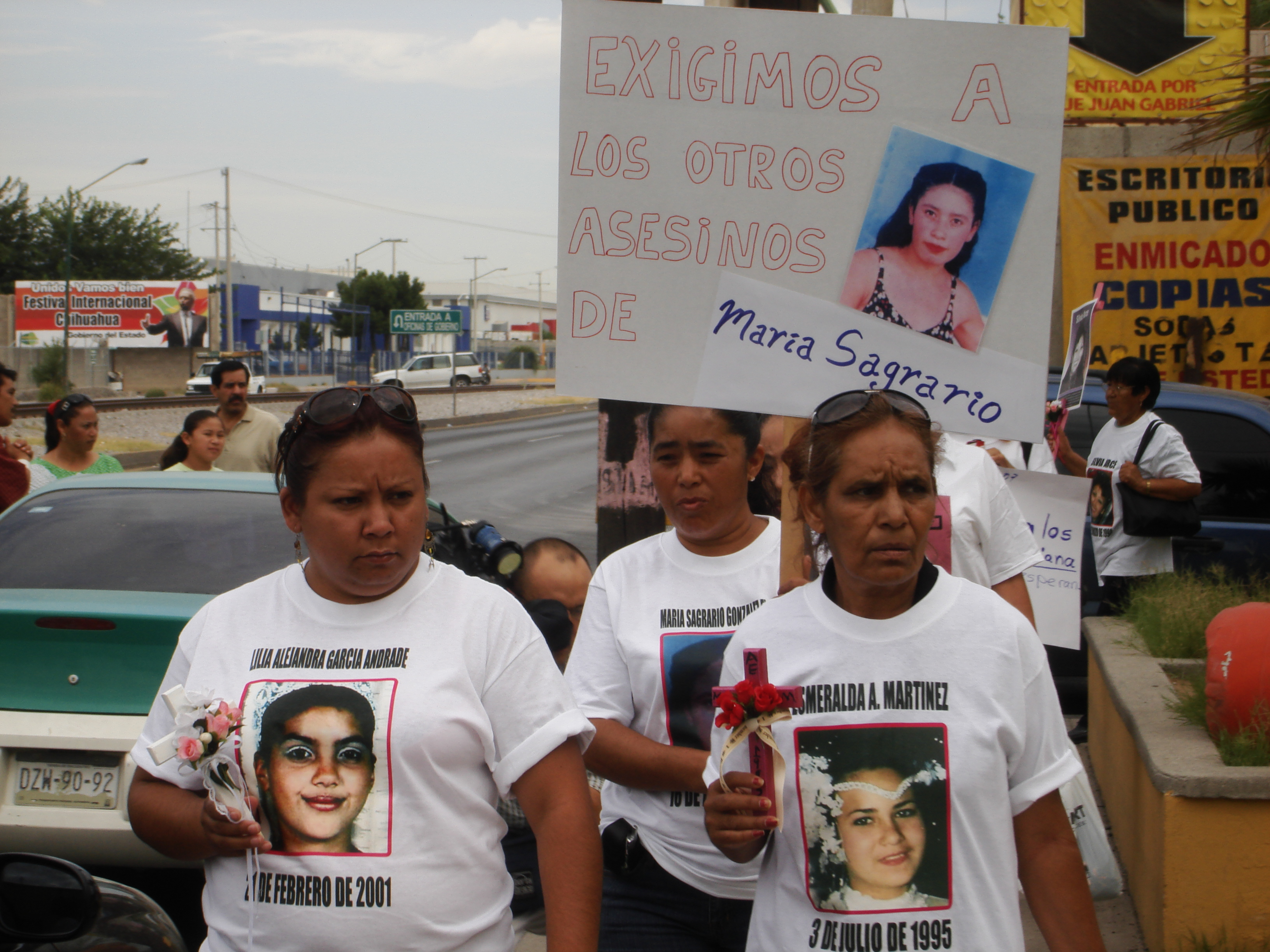
2007년 일부 피해자 가족들이 살인자 처벌을 요구하며 시위

2014년 기준으로 멕시코는 세계에서 16번째로 높은 여성 살해율을 기록했다. 이 비율은 2007년부터 증가 추세에 있다.
2013년 휴먼 라이츠 워치에 따르면, 많은 여성들이 가정 폭력과 성폭행의 피해자가 된 후에도 법적 구제를 찾지 않는데, 이는 "일부 성범죄에 대한 처벌의 심각성이 피해자의 '정조'에 달려 있기 때문"이며, "이를 신고하는 사람들은 일반적으로 의심, 무관심, 무시를 받기 때문"이라고 한다.
성폭력은 멕시코-미국 국경 지역과 마약 거래 활동 및 마약 폭력이 심한 지역에서 더 만연하다. 시우다드후아레스 여성 살인 현상은 1993년 이래 리오그란데강 건너편 미국 엘패소에 위치한 국경 도시인 멕시코 북부 치와와의 시우다드후아레스 지역에서 수백 명의 여성과 소녀들이 폭력적으로 사망한 사건을 포함한다. 2005년 2월 현재, 1993년 이래 시우다드후아레스에서 살해된 여성의 수는 370명이 넘는 것으로 추정된다.
2005년, 언론인 리디아 카초는 멕시코 정치인과 기업 지도자들이 멕시코 전역에 걸친 아동 성매매에 큰 역할을 하고 있음을 폭로하는 책 에덴의 악마들을 출판했다. 이에 대해 그녀는 경찰관들에게 납치되고 괴롭힘을 당했다.
멕시코 마약 전쟁 (2006년~현재)에 연루된 여성들은 강간, 고문, 살해를 당했다.

## 위치별

### 멕시코시티

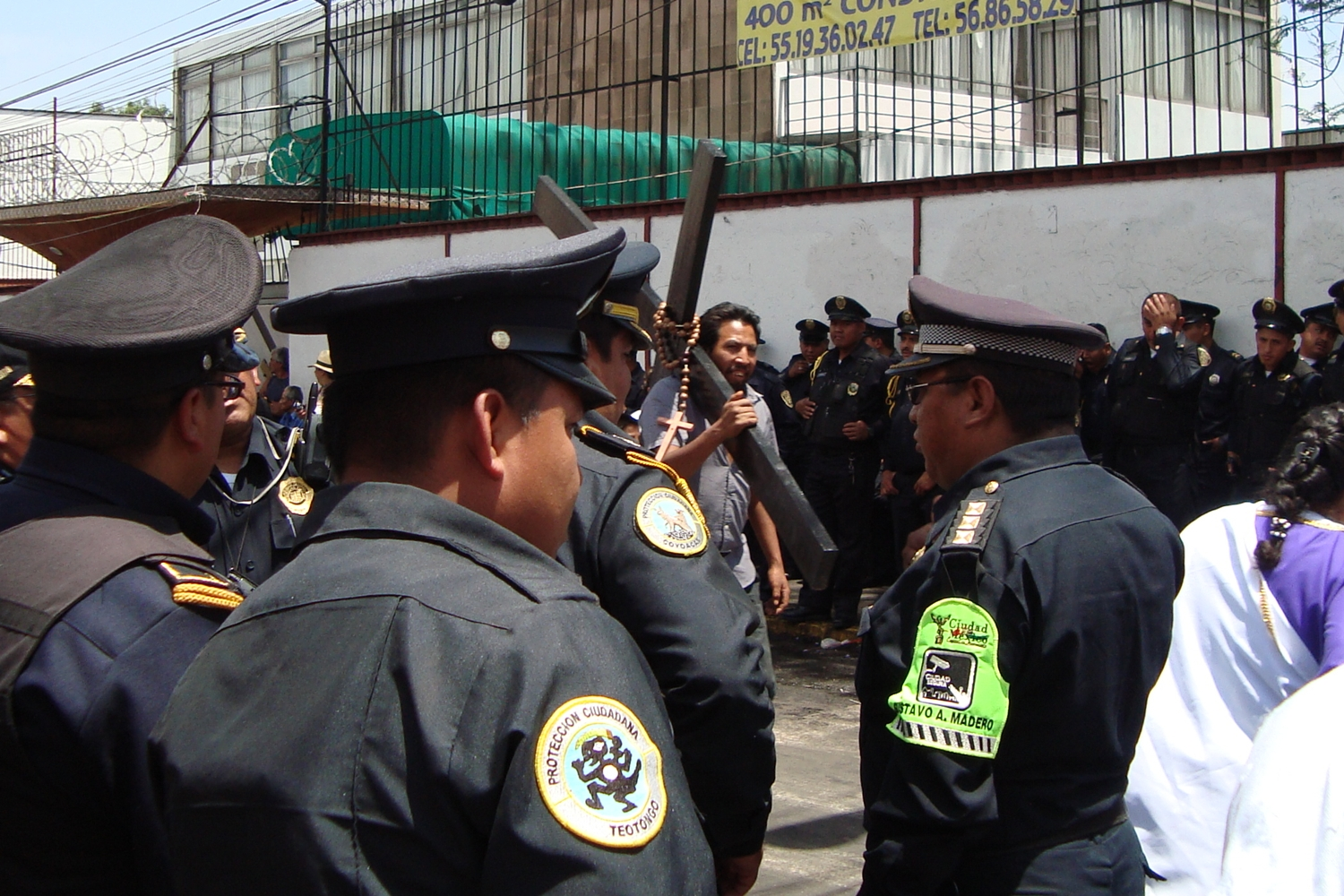
멕시코시티 이스따빨라빠의 높은 범죄 발생 지역 거리의 경찰.

2000년부터 2004년까지 멕시코시티에서 하루 평균 478건의 범죄가 보고되었다. 실제 범죄율은 "대부분의 사람들이 범죄 신고를 꺼려하기 때문에" 훨씬 높을 것으로 추정된다. 시장 마르셀로 에브라르드가 2009년부터 2011년 사이에 시행한 정책에 따라 멕시코시티는 다른 지역의 강력범죄 증가에도 불구하고 강력범죄와 경범죄율이 모두 크게 감소하면서 주요 보안 업그레이드를 겪었다. 시행된 정책 중 일부는 도시 주변에 11,000개의 보안 카메라를 설치하고 도시 경찰력을 크게 확장하는 것을 포함했다.
멕시코시티는 현재 세계에서 가장 높은 경찰관 대 주민 비율을 자랑하며, 시민 100명당 제복을 입은 경찰관이 1명이다. 2009년 살인율은 10만 명당 8.4명으로, 비교하자면 뉴욕의 5.6명보다 높지만 애틀랜타의 14.8명보다는 훨씬 낮다.
멕시코시티에서 이스따빨라빠 지역은 수도에서 강간, 여성에 대한 폭력, 가정폭력의 비율이 가장 높다.

## 범죄 신고 및 판결률

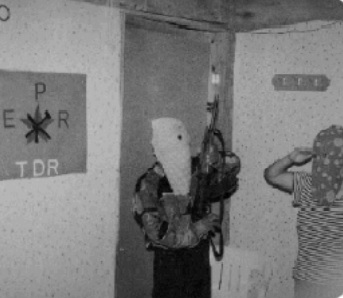
혁명 회의 중인 TDR-EP 게릴라들. 멕시코의 테러리즘 참조

CNDH에 따르면, 멕시코에서는 10건의 범죄 중 1건만 신고된다. 이는 시민들이 당국에 대한 신뢰가 부족하기 때문이다. 게다가 신고된 범죄 100건 중 1건만이 실제 판결로 이어진다.

## 관광에 미치는 영향
멕시코는 주요 관광지이며, 2018년에 4,200만 명이 방문했다. 미국 시민만 해도 연간 1,500만~1,600만 명을 차지한다. 멕시코에서 카르텔 관련 폭력은 지리적으로 매우 제한적이기 때문에, 2021년 11월 현재 미국 국무부는 콜리마, 게레로, 미초아칸, 시날로아, 타마울리파스 등 5개 주에 대해서만 "여행하지 마시오" 권고를 발표했다. 강력 범죄율이 높은 지역에서도 관광객은 거의 표적이 되지 않는데, 갈등은 대개 경쟁 갱단이나 경찰 간에 발생하기 때문이다. 일반적으로 멕시코 여행객의 주요 걱정은 소매치기와 다른 형태의 경미한 절도이다. 2020년 코로나19 범유행 이전에는 관광객 수가 증가하고 있었다.
2015년, 베르두고-예페스, 페드로니, 후는 패널 구조 벡터 자기회귀 모델을 적용하여 범죄가 주 및 국가 수준의 GDP 성장과 외국인 직접 투자(FDI)에 미치는 영향을 모델링했다.
멕시코 가수이자 공연자인 첼라 리바스는 2020년에 "마약 카르텔과의 전쟁 때문에 매일 외딴 마을을 여행하며 노래하는 것이 점점 더 위험해지고 있다. 이것은 좌절스러울 뿐만 아니라 무섭다"고 말했다.

## 범죄 퇴치 노력

### 법 집행 이니셔티브

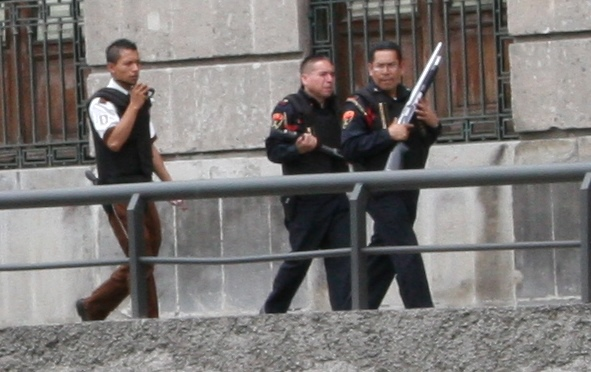
멕시코시티 소칼로의 무장 경찰.

멕시코의 법 집행은 연방, 주, 시 단위로 나뉜다. 총 1,600개에서 3,000개에 이르는 다양한 경찰 조직이 있다고 추정된다. 멕시코에는 35만 명 이상의 경찰관이 있다.
멕시코의 모든 수준에서 경찰은 순찰/대응(예방) 경찰과 수사(사법) 경찰을 분리하여 유지하는 경향이 있다.

#### 국경 지역 연방군
2005년 6월, 정부는 조직 범죄와 관련된 폭력 급증을 막기 위해 3개 주에 연방군을 배치했다. 멕시코시티에서 열린 기자회견에서 루벤 아길라르 대통령 대변인은 새로운 배치 조치가 조직 범죄가 일부 지역 경찰서에 침투했다는 증거의 결과라고 기자들에게 말했다.

#### 티후아나의 기술
티후아나 지역의 강력범죄 증가에 대응하여, 미국 국무부가 국내 5대 폭력 지역 중 하나로 꼽는 티후아나 시장 호르헤 행크 론은 2006년 2월 시 경찰력에 대규모 기술 업데이트를 단행했다. 이 기술에는 감시 장비, 휴대용 컴퓨터, 경보 시스템이 포함된다. 티후아나 경제의 주축이 관광이기 때문에 시장은 관광 지역의 안전을 강조하기 위한 개혁을 시도했다. 티후아나는 정교한 공공 보안 시스템을 설치했지만, 시 당국자들은 이 시스템의 자금 출처나 공급업체에 대한 세부 정보를 알지 못하는 것으로 보인다.

### 정치적 이니셔티브
비센테 폭스 대통령은 2000년 12월 취임하여 범죄를 단속하고 부패와 무능으로 가득 찬 사법 제도를 개선하겠다고 약속했다. 취임 후 그는 새로운 보안 및 경찰부를 설립하고 경찰관 급여를 두 배로 인상하며 기타 윤리 개혁을 약속했다. 폭스 대통령은 또한 마약 밀매와 마약 소비를 최우선 국경 문제로 꼽았다.
폭스 정부의 첫 3년 동안, 보고된 납치 건수는 2001년 505건에서 2003년 438건으로 약간 감소했다. 새로운 연방 수사국 (Procuraduria de Justicia)은 48개의 납치 조직을 해체하고 419명의 피해자를 구출했다고 보고했다.

#### 미국과의 협력
1996년 멕시코는 자국민을 미국으로 인도하여 재판을 받게 허용하는 정책으로 변경했다. 이전에는 헌법이 자국민의 인도를 금지했었다.
2005년, 미국 국무부는 미국 주인 애리조나와 뉴멕시코 주지사들이 국경 지역에 비상사태를 선포한 후, 양국이 국경 지역의 폭력과 마약 밀매를 줄이기 위한 노력을 옹호했다. 두 주지사는 "연방 정부가 불법 이민과 관련된 범죄와 폭력을 통제하지 못해 스스로 문제를 해결할 수밖에 없었다"고 밝혔다. 멕시코 정부는 비상사태 선포를 비판했다.
미국의 텍사스 주와 멕시코 경찰 관계자들이 샌안토니오에서 범죄를 막기 위한 노력을 조율하는 방법에 대해 회의를 열었지만, 이 프로그램이 얼마나 성공할지에 대한 의문이 있다.
국경 마을의 많은 멕시코 경찰관들은 마약 카르텔의 암살 대상이 되어왔으며, 심지어 미국 내 지역 법 집행 기관까지 위협했다. 2003년 1월, 전 뉴욕시 시장 루돌프 줄리아니의 보안 컨설팅 회사는 멕시코 시티를 정화하기 위한 계획을 세우기 위해 기업 지도자들에게 고용되었는데, 멕시코 시티는 라틴 아메리카에서 두 번째로 높은 범죄율을 가지고 있다.

### 사회적 이니셔티브

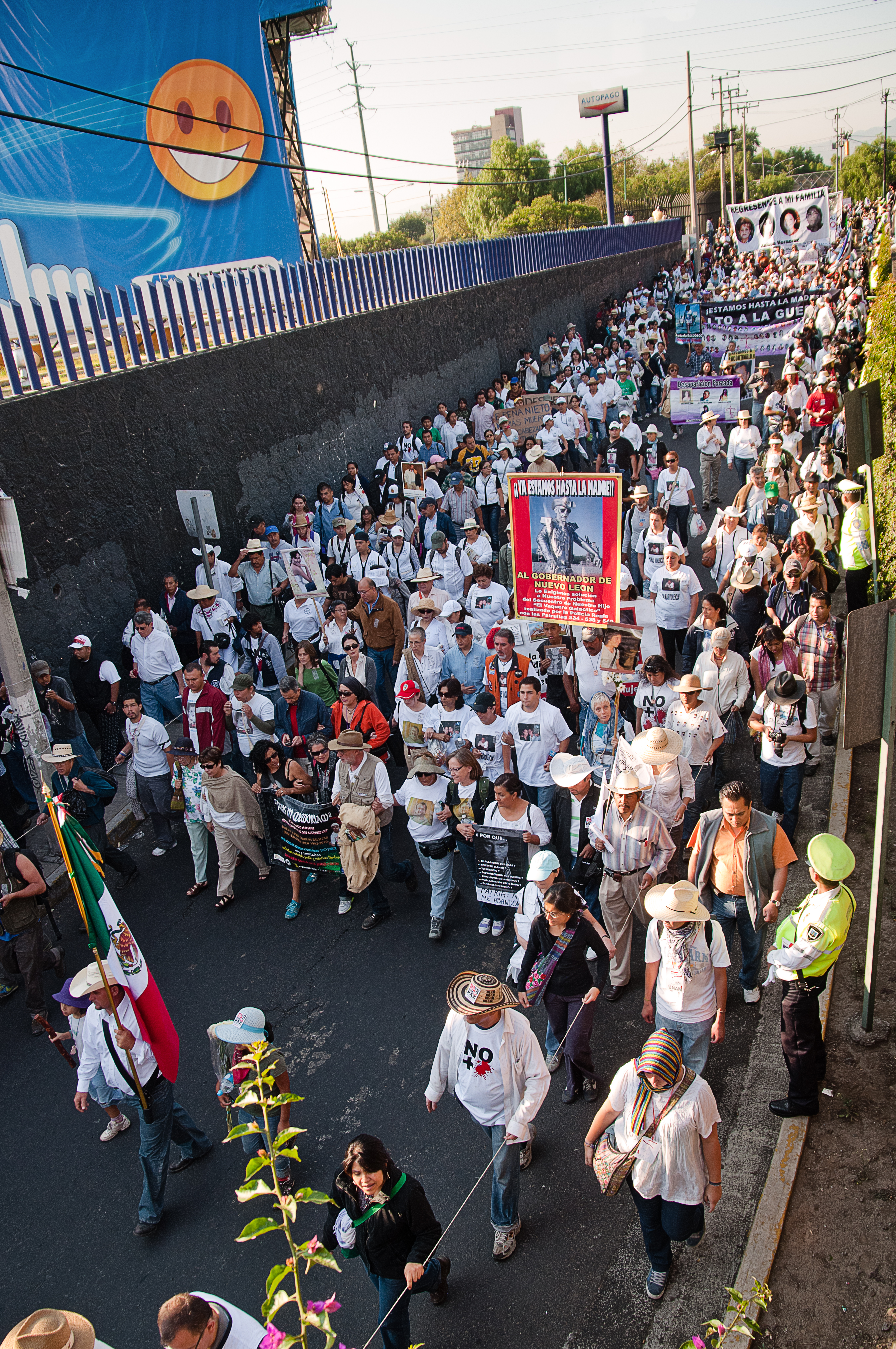
카르텔 폭력과 정부의 무시에 반대하는 2011년 멕시코 시위

#### 범죄 반대 시위
2004년 6월, 최소 백만 명의 사람들이 멕시코 수도와 다른 도시들을 행진하며 세계에서 가장 범죄가 심한 국가 중 하나에서 연방 및 지방 정부가 범죄를 통제하지 못하는 것에 항의했다.

### 인권 침해
멕시코군은 범죄 퇴치 노력 과정에서 여러 NGO로부터 반인도적 범죄 혐의로 고발당했다. 2014년 9월, 여러 멕시코 인권 단체와 국제 인권 연맹은 국제형사재판소 검찰청에 조직범죄와의 전쟁에서 군대와 경찰이 수천 명의 민간인에게 "체계적이고 광범위한" 학대를 가했는지 조사해 달라는 고소장을 제출했다.

## 같이 보기
- 멕시코의 총기 정치
- 멕시코의 국제 아동 납치
- 라틴아메리카의 범죄와 폭력
- 프리슘드 길티, 2009년 멕시코 다큐멘터리 영화

멕시코 마약 전쟁:
- 멕시코의 가장 수배 중인 마약 거물 37인 목록
- 미겔 앙헬 펠릭스 가야르도
- 과달라하라 카르텔
- 시날로아 카르텔
- 할리스코 신세대 카르텔
- 걸프 카르텔
- 후아레스 카르텔
- 로스 세타스
- 티후아나 카르텔
- 엘 나르코: 멕시코 범죄 반란 내부

### 기타 참고 문헌
- “A Country Study: Mexico”. 《The Library of Congress Country Studies》. 2006년 6월 5일에 확인함.
- Dibble, Sandra (2006년 2월 16일). “Serious about safety; Tijuana takes high-tech road to combat crime”. 《The San Diego Union-Tribune》.
- 중앙정보국. “Mexico”. 《CIA World Factbook》. 2006년 6월 5일에 확인함.
- Felbab-Brown, Vanda (2022년 1월 24일). “Crime and anti-crime policies in Mexico in 2022: A bleak outlook”. 2022년 4월 12일에 확인함.
- “Project on Reforming the Administration of Justice in Mexico”. 《Center for U.S. – Mexican Studies, University of California, San Diego》. 2010년 6월 17일에 원본 문서에서 보존된 문서. 2009년 6월 11일에 확인함.
- Vilalta, C. (2010). “The spatial dynamics and socioeconomic correlates of drug arrests in Mexico city” (PDF). Applied Geography, 30(2), pp. 263–270.
- Vilalta, C. (2011). “Monthly patterns, trends, and trajectories in the count of deaths related to organized crime, 2006–2010” (PDF). Conference at UAEM (in Spanish), April 26, 2011. 2011년 8월 17일에 원본 문서 (PDF)에서 보존된 문서.